# 德克斯特 (紐約州)
德克斯特（英語：Dexter）是位於美國紐約州傑佛遜縣的村。

## 人口
根據2020年美國人口普查的數據，德克斯特的面積為1.86平方千米，當中陸地面積為1.72平方千米，而水域面積為0.14平方千米。當地共有人口1004人，而人口密度為每平方千米540人。